# Zaparcie się Piotra

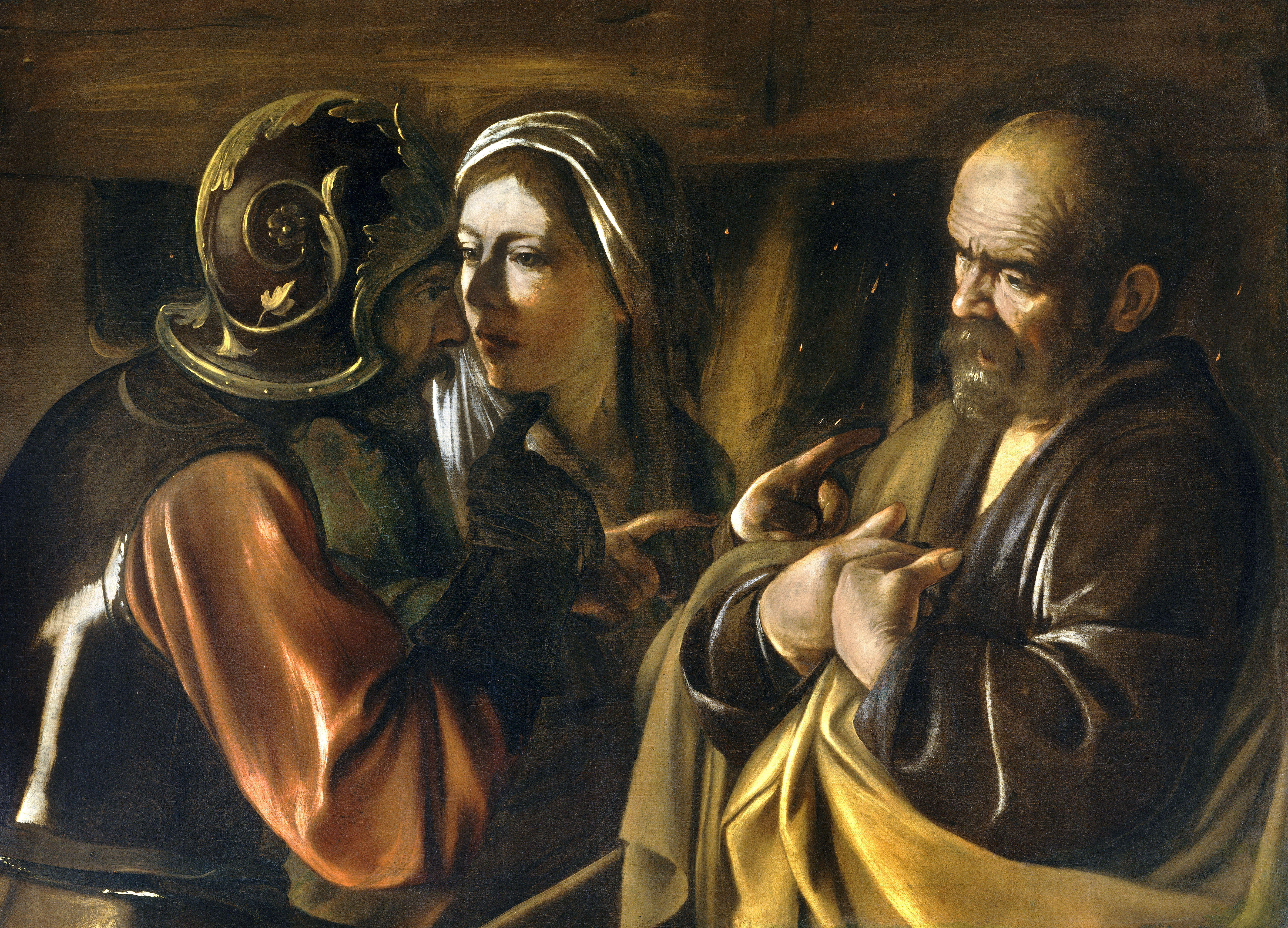
Zaparcie się Piotra, autorstwa Caravaggio

Zaparcie się Piotra – opisane w Ewangeliach wydarzenie z życia Piotra Apostoła, kiedy to Piotr nie przyznał się wobec ludzi, że zna Jezusa Chrystusa.
Wszystkie kanoniczne Ewangelie podają, że podczas Ostatniej Wieczerzy lub bezpośrednio po niej Jezus zapowiedział, że Piotr, najważniejszy z apostołów, trzy razy zaprze się Jezusa, zanim zapieje następnego ranka kogut. Po aresztowaniu Jezusa Piotr faktycznie wyparł się trzy razy Jezusa wobec ludzi. Po trzecim zaparciu się Piotr gorzko zapłakał.

## Relacja biblijna
Zapowiedź zaparcia się Piotra pojawia się w Mt 26,31-35, Mk 14,29-31, Łk 22,33-34, J 13,36-38. W Ewangelii Mateusza czytamy:

Wówczas Jezus rzekł do nich: «Wy wszyscy zwątpicie we Mnie tej nocy. Bo jest napisane: Uderzę pasterza, a rozproszą się owce stada. Lecz gdy powstanę, uprzedzę was do Galilei». Odpowiedział Mu Piotr: «Choćby wszyscy zwątpili w Ciebie, ja nigdy nie zwątpię». Jezus mu rzekł: «Zaprawdę, powiadam ci: Jeszcze tej nocy, zanim kogut zapieje, trzy razy się Mnie wyprzesz». Na to Piotr: «Choćby mi przyszło umrzeć z Tobą, nie wyprę się Ciebie». Podobnie zapewniali wszyscy uczniowie.

Po aresztowaniu Jezusa, Piotr wpierw wyparł się Jezusa trzy razy. Relacje Ewangelii na ten temat różnią się. Wymieniane są następujące sytuacje:
- zaparcie się wobec służącej (Łk 22,55-57),
- zaparcie się wobec grupy ludzi (Mt 26,73-75),
- zaparcie się wobec jednego ze sług arcykapłana, krewnego tego, któremu Piotr odciął ucho (J 18,26).

## W sztuce

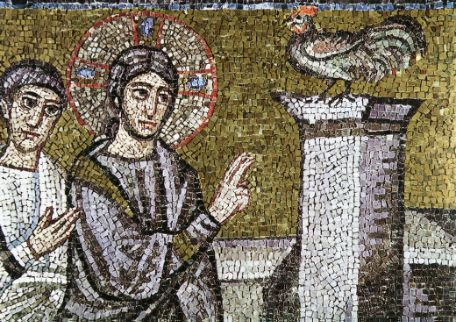
Fragment mozaiki w bazylice św. Apolinarego w Rawennie, VI w.
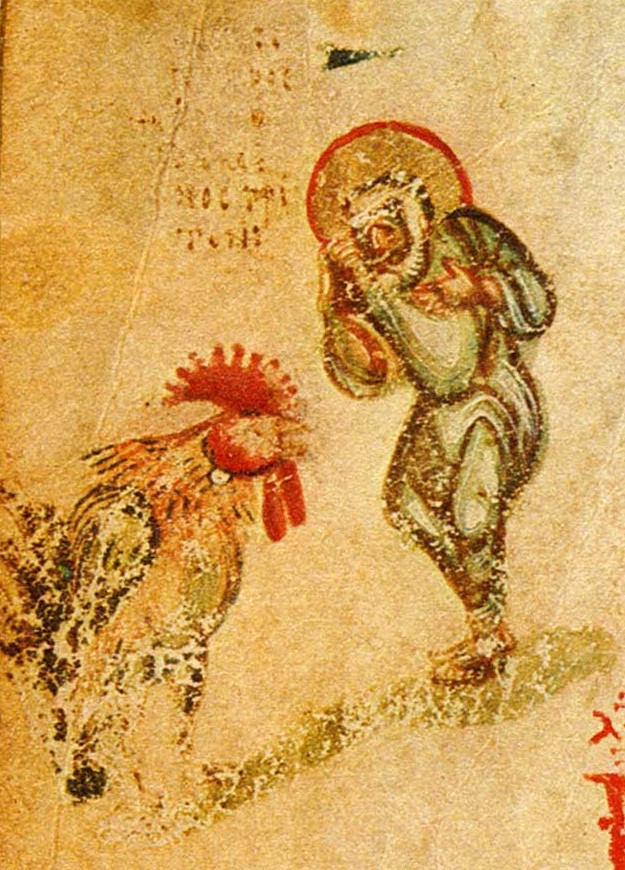
Psałterz Chłudowa, IX w.
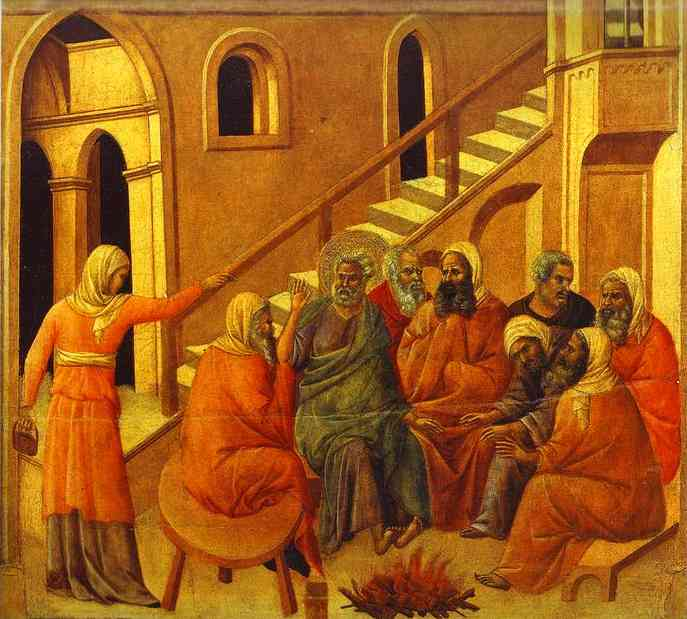
Duccio, 1308-1311
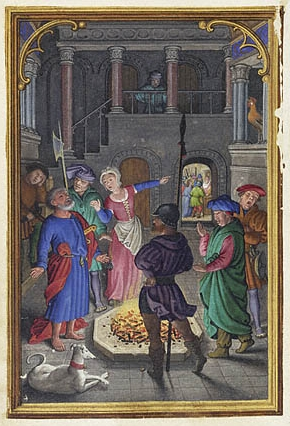
Simon Bening, 1525-1530
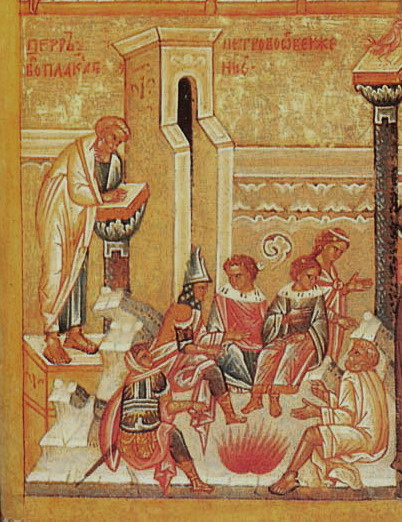
Ikona nowogrodzka, XVI w.
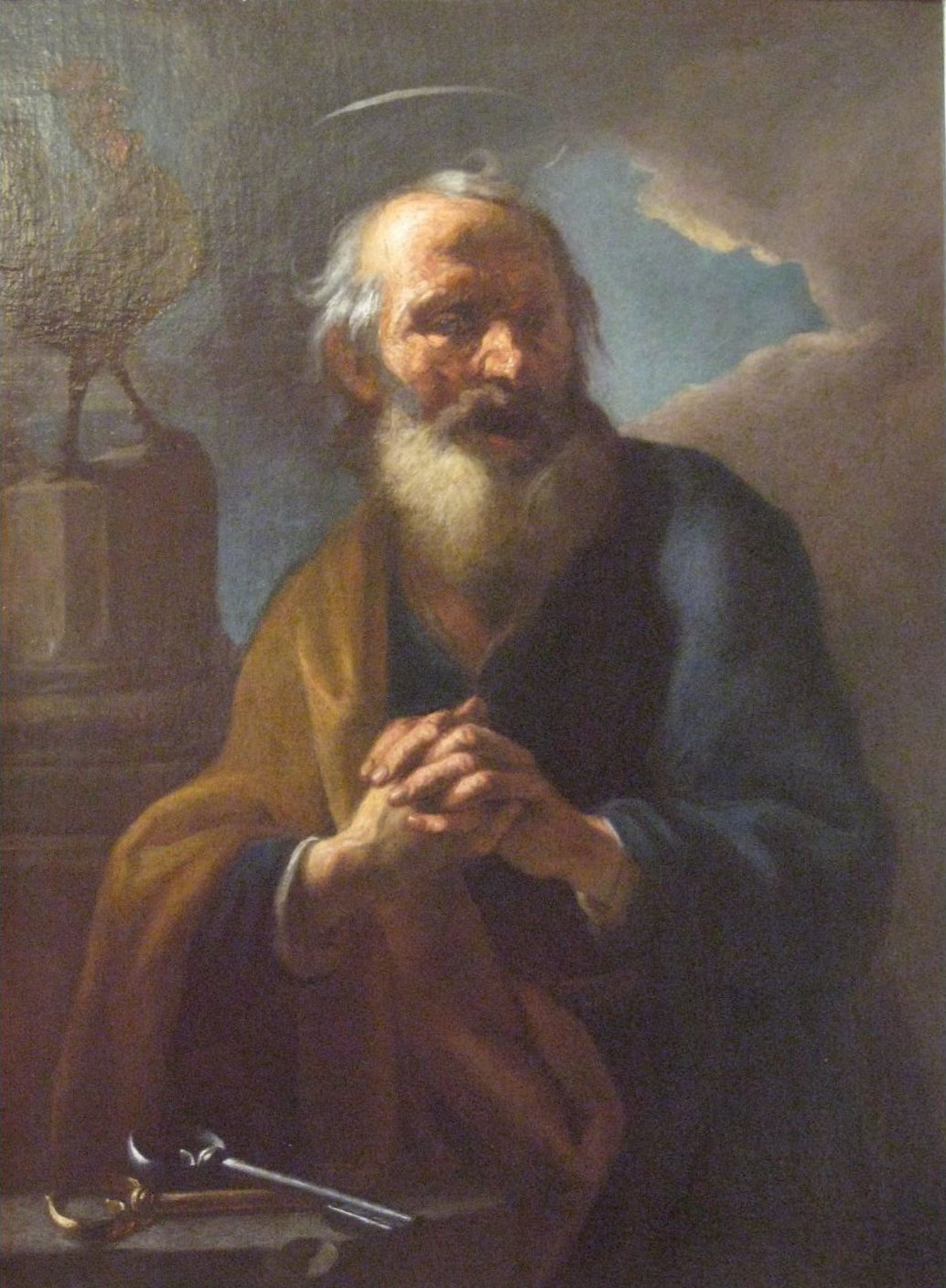
Skrucha Piotra, Petr Brandl, 1724